# Drugs & Aging
Drugs & Aging, abgekürzt Drugs Aging, ist eine wissenschaftliche Fachzeitschrift, die vom ADIS-Verlag veröffentlicht wird. Die Zeitschrift erscheint mit zwölf Ausgaben im Jahr. Es werden Arbeiten veröffentlicht, die sich mit der optimalen Arzneimitteltherapie für den älteren Menschen beschäftigen.
Der Impact Factor lag im Jahr 2014 bei 2,838. Nach der Statistik des ISI Web of Knowledge wird das Journal mit diesem Impact Factor in der Kategorie Pharmakologie und Pharmazie an 93. Stelle von 254 Zeitschriften und in der Kategorie Geriatrie und Gerontologie an 24. Stelle von 50 Zeitschriften geführt.